# IBM Lotus Symphony
IBM Lotus Symphony – pakiet aplikacji biurowych firmy IBM oparty na kodzie źródłowym pakietu OpenOffice.org, jednak w swoim założeniu konkurencyjny wobec tego pakietu jak również pakietów Microsoft Office, Corel WordPerfect, Apple iWork, NeoOffice oraz LibreOffice.
W skład pakietu wchodzą obecnie trzy aplikacje: edytor tekstu Lotus Symphony Documents, arkusz kalkulacyjny Lotus Symphony Spreadsheets oraz aplikacja do tworzenia prezentacji multimedialnych Lotus Symphony Presentations.
Narzędzia firmy IBM dostępne są w wersjach dla systemów Linux, Mac OS i Windows.
Pakiet IBM obsługuje wiele formatów plików, w tym także pliki pakietu Microsoft Office oraz OpenDocument Format. Podobnie jak pakiet OpenOffice.org został wyposażony w możliwość zapisywania plików w formacie PDF.